# اسکوامیش
اسکوامیش (به انگلیسی: Squamish؛ تلفظ انگلیسی: ‎/ˈskwɔːmɪʃ/‎) یک منطقهٔ مسکونی در کانادا است که در استان بریتیش کلمبیا واقع شده‌است.
اسکوامیش ۱۰۴٫۸۸ کیلومتر مربع مساحت و ۲۳٬۸۱۹ نفر جمعیت دارد (مطابق آمار ۲۰۲۱) و ۵ متر بالاتر از سطح دریا واقع شده‌است.